# La Celle-Saint-Cloud
La Celle-Saint-Cloud é uma comuna francesa na região administrativa da Île-de-France, no departamento de Yvelines. A comuna possui 21 275 habitantes segundo o censo de 2014.

## História
"La Celle" era conhecida em 697, porque se lê no obituário de Saint-Germain-des-Prés que o abade Vandremar doou à abadia a vila Cella fratrum.
O território da comuna foi a partir do século VII propriedade da Abadia de Saint-Germain-des-Prés.
La Celle era muito considerável sob Carlos Magno.